# Mistrzostwa Świata Juniorów w Biathlonie 2006
Mistrzostwa Świata Juniorów w Biathlonie 2006 odbyły się w amerykańskiej miejscowości Presque Isle, w dniach 28 stycznia - 3 lutego 2006 roku. Rozegrane zostały 4 konkurencje: bieg indywidualny, bieg sprinterski, bieg pościgowy i bieg sztafetowy. Wszystkie konkurencje zostały rozegrane dla mężczyzn i kobiet juniorów oraz juniorów młodszych. W sumie odbyło się 16 biegów.

## Wyniki kobiet (juniorki)

### Bieg sprinterski – 7,5 km[1]
- Data: 28 stycznia 2006

| Medal | Zawodnik                     | Narodowość | Strzelanie | Wynik   | Strata  |
| ----- | ---------------------------- | ---------- | ---------- | ------- | ------- |
|       | Carolin Hennecke             | Niemcy     | 1+0        | 22:13,1 |         |
|       | Magdalena Neuner             | Niemcy     | 1+3        | 22:17,9 | +4,8    |
|       | Marion Blondeau              | Francja    | 1+1        | 22:28,9 | +15,8   |
| ...   | ...                          | ...        | ...        | ...     | ...     |
| 34.   | Weronika Nowakowska-Ziemniak | Polska     | 2+3        | 26:05,7 | +3:52,6 |

### Bieg pościgowy – 10 km[2]
- Data: 29 stycznia 2006

| Medal | Zawodnik                     | Narodowość | Strzelanie | Wynik   | Strata   |
| ----- | ---------------------------- | ---------- | ---------- | ------- | -------- |
|       | Magdalena Neuner             | Niemcy     | 0+1+0+1    | 31:30,2 |          |
|       | Marion Blondeau              | Francja    | 1+0+2+2    | 34:09,0 | +2:38,8  |
|       | Darja Domraczawa             | Białoruś   | 2+1+2+1    | 35:36,9 | +4:06,7  |
| ...   | ...                          | ...        | ...        | ...     | ...      |
| 35.   | Weronika Nowakowska-Ziemniak | Polska     | 4+1+3+4    | 42:36,6 | +11:06,4 |

### Bieg indywidualny – 12,5 km[3]
- Data: 31 stycznia 2006

| Medal | Zawodnik                     | Narodowość | Strzelanie | Wynik   | Strata  |
| ----- | ---------------------------- | ---------- | ---------- | ------- | ------- |
|       | Marion Blondeau              | Francja    | 0+1+0+2    | 41:40,1 |         |
|       | Pauline Macabies             | Francja    | 0+1+2+0    | 42:04,4 | +24,3   |
|       | Carolin Hennecke             | Niemcy     | 1+1+1+0    | 42:42,1 | +1:02,0 |
| ...   | ...                          | ...        | ...        | ...     | ...     |
| 22.   | Weronika Nowakowska-Ziemniak | Polska     | 0+2+3+3    | 49:50,9 | +8:10,8 |

### Bieg sztafetowy – 3 × 6 km[4]
- Data: 3 lutego 2006

| Medal | Drużyna                                                            | Strzelanie                      | Wynik      | Strata  |
| ----- | ------------------------------------------------------------------ | ------------------------------- | ---------- | ------- |
|       | Niemcy · Stephanie Müller · Magdalena Neuner · Carolin Hennecke    | 0+4 2+8 0+2 0+3 0+2 2+3 0+0 0+2 | 1:01:39,83 |         |
|       | Francja · Pauline Macabies · Marie Dorin · Marion Blondeau         | 0+1 1+6 0+0 1+3 0+1 0+2 0+0 0+1 | 1:02:09,50 | +29,7   |
|       | Rosja · Swietłana Slepcowa · Anna Kunajewa · Jekatierina Szumiłowa | 0+1 0+8 0+0 0+2 0+1 0+3 0+0 0+3 | 1:02:40,23 | +1:00,4 |

Polki nie startowały.

## Wyniki kobiet (juniorki młodsze)

### Bieg sprinterski – 6 km[5]
- Data: 28 stycznia 2006

| Medal | Zawodnik          | Narodowość | Strzelanie | Wynik   | Strata  |
| ----- | ----------------- | ---------- | ---------- | ------- | ------- |
|       | Olga Wiłuchina    | Rosja      | 1+0        | 19:42,0 |         |
|       | Irina Maksimowa   | Rosja      | 0+1        | 20:14,6 | +32,6   |
|       | Tamara Barič      | Słowenia   | 1+2        | 20:26,3 | +44,3   |
| ...   | ...               | ...        | ...        | ...     | ...     |
| 16.   | Katarzyna Jakiela | Polska     | 0+1        | 22:02,8 | +2:20,8 |
| 23.   | Karolina Pitoń    | Polska     | 1+2        | 22:40,8 | +2:58,8 |
| 43.   | Ewa Wronecka      | Polska     | 1+4        | 25:38,6 | +5:56,6 |

### Bieg pościgowy – 7,5 km[6]
- Data: 29 stycznia 2006

| Medal | Zawodnik          | Narodowość | Strzelanie | Wynik   | Strata  |
| ----- | ----------------- | ---------- | ---------- | ------- | ------- |
|       | Tamara Barič      | Słowenia   | 2+0+1+0    | 23:18,5 |         |
|       | Iris Schwabl      | Austria    | 1+1+0+2    | 24:03,9 | +45,4   |
|       | Olga Wiłuchina    | Rosja      | 1+0+2+2    | 24:13,7 | +55,2   |
| ...   | ...               | ...        | ...        | ...     | ...     |
| 16.   | Karolina Pitoń    | Polska     | 2+1+2+0    | 27:42,6 | +4:24,1 |
| 22.   | Katarzyna Jakiela | Polska     | 2+1+3+3    | 28:52,5 | +5:34,0 |
| 41.   | Ewa Wronecka      | Polska     | 0+1+2+2    | 32:17,9 | +8:59,4 |

### Bieg indywidualny – 10 km[7]
- Data: 31 stycznia 2006

| Medal | Zawodnik          | Narodowość | Strzelanie | Wynik   | Strata   |
| ----- | ----------------- | ---------- | ---------- | ------- | -------- |
|       | Veronika Vítková  | Czechy     | 2+2+0+1    | 39:12,5 |          |
|       | Irina Maksimowa   | Rosja      | 0+2+0+2    | 39:29,0 | +16,5    |
|       | Ołena Pidhruszna  | Ukraina    | 2+1+1+0    | 39:52,5 | +40,0    |
| ...   | ...               | ...        | ...        | ...     | ...      |
| 29.   | Katarzyna Jakiela | Polska     | 2+3+1+3    | 47:39,1 | +8:26,6  |
| 34.   | Karolina Pitoń    | Polska     | 2+5+2+1    | 48:34,3 | +9:21,8  |
| 38.   | Ewa Wronecka      | Polska     | 1+5+2+2    | 51:39,6 | +12:27,1 |

### Bieg sztafetowy – 3 × 6 km[8]
- Data: 2 lutego 2006

| Medal | Drużyna                                                          | Strzelanie                      | Wynik      | Strata  |
| ----- | ---------------------------------------------------------------- | ------------------------------- | ---------- | ------- |
|       | Austria · Iris Schwabl · Anna Hufnagl · Elisabeth Mayer          | 0+1 0+1 0+1 0+0 0+0 0+0 0+0 0+1 | 59:13,14   |         |
|       | Rosja · Olga Wiłuchina · Jewgienija Sieledcowa · Irina Maksimowa | 0+3 2+9 0+0 0+3 0+2 2+3 0+1 0+3 | 59:53,52   | +40,4   |
|       | Francja · Marine Dusser · Marine Bolliet · Laure Soulié          | 1+4 0+6 1+3 0+1 0+0 0+3 0+1 0+2 | 1:00:15,66 | +1:02,5 |
| ...   | ...                                                              | ...                             | ...        | ...     |
| 11.   | Polska · Katarzyna Jakiela · Ewa Wronecka · Karolina Pitoń       | 1+4 3+8 1+3 3+3 0+1 0+2 0+0 0+3 | 1:06:52,51 | +7:39,4 |

## Wyniki mężczyzn (juniorzy)

### Bieg sprinterski – 10 km[9]
- Data: 28 stycznia 2006

| Medal | Zawodnik                | Narodowość | Strzelanie | Wynik   | Strata  |
| ----- | ----------------------- | ---------- | ---------- | ------- | ------- |
|       | Petr Hradecký           | Czechy     | 0+1        | 26:48,1 |         |
|       | Vincent Jay             | Francja    | 1+1        | 27:06,9 | +18,8   |
|       | Jean-Philippe Leguellec | Kanada     | 1+0        | 27:10,5 | +22,4   |
| ...   | ...                     | ...        | ...        | ...     | ...     |
| 35.   | Adam Kwak               | Polska     | 2+3        | 29:35,3 | +2:47,2 |

### Bieg pościgowy – 12,5 km[10]
- Data: 29 stycznia 2006

| Medal | Zawodnik           | Narodowość | Strzelanie | Wynik   | Strata  |
| ----- | ------------------ | ---------- | ---------- | ------- | ------- |
|       | Jewgienij Ustiugow | Rosja      | 1+2+0+1    | 33:18,1 |         |
|       | Kiriłł Wasiliew    | Bułgaria   | 0+0+0+1    | 33:24,6 | +6,5    |
|       | Petr Hradecký      | Czechy     | 1+2+0+1    | 33:46,8 | +28,7   |
| ...   | ...                | ...        | ...        | ...     | ...     |
| 26.   | Adam Kwak          | Polska     | 1+2+1+0    | 36:45,6 | +3:27,5 |

### Bieg indywidualny – 15 km[11]
- Data: 1 lutego 2006

| Medal | Zawodnik           | Narodowość | Strzelanie | Wynik   | Strata  |
| ----- | ------------------ | ---------- | ---------- | ------- | ------- |
|       | Jewgienij Ustiugow | Rosja      | 0+1+0+1    | 43:14,1 |         |
|       | Kiriłł Wasiliew    | Bułgaria   | 0+0+0+1    | 44:07,1 | +53,0   |
|       | Petr Hradecký      | Czechy     | 0+1+0+3    | 44:47,5 | +1:33,4 |
| ...   | ...                | ...        | ...        | ...     | ...     |
| =17.  | Adam Kwak          | Polska     | 2+1+1+1    | 48:12,1 | +4:58,0 |

### Bieg sztafetowy – 4 × 7,5 km[12]
- Data: 3 lutego 2006

| Medal | Drużyna                                                                               | Strzelanie                              | Wynik      | Strata |
| ----- | ------------------------------------------------------------------------------------- | --------------------------------------- | ---------- | ------ |
|       | Francja · Alexis Bœuf · Damien Gehin · Arnaud Langel · Vincent Jay                    | 0+6 0+7 0+1 0+2 0+0 0+1 0+2 0+2 0+3 0+2 | 1:25:20,42 |        |
|       | Rosja · Kiriłł Szczerbakow · Aleksandr Kopytow · Aleksiej Czudow · Jewgienij Ustiugow | 0+3 2+7 0+0 0+0 0+1 0+2 0+2 2+3 0+0 0+2 | 1:25:29,72 | +9,3   |
|       | Niemcy · Norman Jahn · Daniel Böhm · Jens Zimmer · Christoph Stephan                  | 0+5 2+11 0+1 1+3 0+0 0+2 0+3 0+3        | 1:25:55,09 | +34,6  |

Polacy nie startowali.

## Wyniki mężczyzn (juniorzy młodsi)

### Bieg sprinterski – 7,5 km[13]
- Data: 28 stycznia 2006

| Medal | Zawodnik           | Narodowość | Strzelanie | Wynik   | Strata |
| ----- | ------------------ | ---------- | ---------- | ------- | ------ |
|       | Arild Askestad     | Norwegia   | 1+1        | 19:45,9 |        |
|       | Florian Graf       | Niemcy     | 2+1        | 20:01,7 | +15,8  |
|       | Aleksander Ogarkow | Rosja      | 1+0        | 20:05,7 | +19,8  |
| ...   | ...                | ...        | ...        | ...     | ...    |
| 12.   | Łukasz Szczurek    | Polska     | 1+2        | 20:43,0 | +57,1  |

### Bieg pościgowy – 10 km[14]
- Data: 29 stycznia 2006

| Medal | Zawodnik           | Narodowość | Strzelanie | Wynik   | Strata  |
| ----- | ------------------ | ---------- | ---------- | ------- | ------- |
|       | Arild Askestad     | Norwegia   | 1+1+0+1    | 29:24,6 |         |
|       | Tarjei Bøe         | Norwegia   | 2+1+2+1    | 30:06,4 | +41,8   |
|       | Aleksander Ogarkow | Rosja      | 0+1+2+1    | 30:08,3 | +43,7   |
| ...   | ...                | ...        | ...        | ...     | ...     |
| 8.    | Łukasz Szczurek    | Polska     | 0+1+3+2    | 31:34,6 | +2:10,0 |

### Bieg indywidualny – 12,5 km[15]
- Data: 1 lutego 2006

| Medal | Zawodnik             | Narodowość | Strzelanie | Wynik   | Strata  |
| ----- | -------------------- | ---------- | ---------- | ------- | ------- |
|       | Tarjei Bøe           | Norwegia   | 0+0+0+1    | 33:37,1 |         |
|       | Łukasz Szczurek      | Polska     | 1+0+0+1    | 35:29,6 | +1:52,5 |
|       | Dominik Landertinger | Austria    | 0+1+1+0    | 36:00,3 | +2:23,2 |

### Bieg sztafetowy – 3 × 7,5 km[16]
- Data: 2 lutego 2006

| Medal | Drużyna                                                               | Strzelanie                      | Wynik      | Strata  |
| ----- | --------------------------------------------------------------------- | ------------------------------- | ---------- | ------- |
|       | Rosja · Anton Szypulin · Aleksandr Starych · Aleksandr Ogarkow        | 0+3 0+5 0+1 0+2 0+1 0+1         | 59:14,54   |         |
|       | Austria · Sven Grossegger · Daniel Salvenmoser · Dominik Landertinger | 0+4 0+3 0+2 0+1 0+1 0+2 0+1 0+0 | 59:33,24   | +18,7   |
|       | Białoruś · Juryj Ladau · Igor Tabola · Jauhienij Abramienka           | 0+4 2+6 0+1 0+0 0+2 1+3 0+1 1+3 | 1:02:23,31 | +3:08,8 |

Polacy nie startowali.

## Tabela Medalowa
| Miejsce | Państwo  |   |   |   | Razem |
| ------- | -------- | - | - | - | ----- |
| 1.      | Rosja    | 4 | 4 | 4 | 12    |
| 2.      | Niemcy   | 3 | 2 | 2 | 7     |
| 3.      | Norwegia | 3 | 1 |   | 4     |
| 4.      | Francja  | 2 | 4 | 2 | 8     |
| 5.      | Czechy   | 2 |   | 2 | 4     |
| 6.      | Austria  | 1 | 2 | 1 | 4     |
| 7.      | Słowenia | 1 |   | 1 | 2     |
| 8.      | Bułgaria |   | 2 |   | 2     |
| 9.      | Polska   |   | 1 |   | 1     |
| 10.     | Białoruś |   |   | 2 | 2     |
| =11.    | Ukraina  |   |   | 1 | 1     |
| =11.    | Kanada   |   |   | 1 | 1     |